# Juan Pablo Pérez Alfonzo
Juan Pablo Pérez Alfonso (Caracas, 13 dicembre 1903 – Washington, 3 settembre 1979) è stato un diplomatico, politico e avvocato venezuelano, primo responsabile per la nascita e la creazione dell'OPEC.
Esponente del partito socialdemocratico Azione Democratica, fu Ministro dello Sviluppo Economico dal 1945 al 1948 e Ministro con delega alle Miniere e agli Idrocarburi dal 1959 al 1963.
Morì a 75 anni, mentre si trovava nella Capitale degli Stati Uniti, a causa di un tumore del pancreas.
Era vegetariano.

## Libri
- Hundiéndonos en el excremento del diablo, Caracas: Editorial Lisbona, 1976.